# Trîfonivka, Velîka Oleksandrivka
Trîfonivka (în ucraineană Трифонівка) este localitatea de reședință a comunei Trîfonivka din raionul Velîka Oleksandrivka, regiunea Herson, Ucraina.

## Demografie
Componența lingvistică a localității Trîfonivka
     Ucraineană (97,04%)
     Rusă (1,6%)
     Alte limbi (0,74%)
Conform recensământului din 2001, majoritatea populației localității Trîfonivka era vorbitoare de ucraineană (97,04%), existând în minoritate și vorbitori de rusă (1,6%).